# Első világháborús határkövek
Az első világháborús határkövek (Bornes du Front és Demarcatiepalen) azokon a helyeken állnak Franciaországban és Belgiumban, ahova az előrenyomuló német csapatok a két ország területén legmesszebbre jutottak, és ahonnan 1918 nyarán megindult a szövetséges országok ellentámadása.
Az első világháború befejezése után, 1920-ban tett javaslatot az egykori, 650 kilométer hosszú nyugati fronton elhelyezendő határkövekre Paul Moreau-Vauthier francia szobrász, a verduni csata veteránja. A kövek Nieuwpoort és Pfetterhouse között jelezték volna néhány kilométerenként a német támadás megakadásának helyét.
Moreau-Vauthier 1920-ban elkészítette az egységes határkövek modelljét, és bemutatta Henri Defert-nek, a Touring Club de France elnökének, akinek tetszett az ötlet, és a belga partnerszervezetet is rábírta az elképzelés támogatására. A belgiumi pénzgyűjtésbe az Ypres-liga is bekapcsolódott. Meghívták Henri Philippe Pétain marsallt, hogy vegyen részt a kövek helyének kijelölésében. Úgy tervezték, hogy 240 határkövet állítanak fel, 28-at Belgiumban, 212-t Franciaországban.
A tervet nagy lelkesedés fogadta, és gyorsan összegyűlt az első kövek felállításához szükséges összeg. Az elsőt 1921. november 11-én leplezték le Château-Thierrynél. 1921 és 1927 között 118 követ raktak ki a helyére, 22-t Belgiumban, 96-ot Franciaországban. Az utolsót Vieil-Armand-nál helyezték ki. A pénzforrások ezután elapadtak. 1929-ben és 1930-ban egy-egy kő került még a helyére. A második világháborúban 24 határkő megsemmisült, három Belgiumban, 21 Franciaországban. A fennmaradtak közül néhány rossz állapotban van.
A határkövek több típusban készültek. Mindegyik egy méter magasak, a tetején egy koszorú van, amelyre belga, francia, vagy brit rohamsisakot faragtak, attól függően, kik védték az adott szektort. Az emlékmű egyik oldalán egy kulacs, a másikon egy gázmaszktartó látható. Mind a négy sarkot lángokat lövellő gránátok díszítik. A határkövekre egy feliratot is véstek: Ici fut repoussé l'envahisseur (szabad fordításban: Innen szorítottuk vissza a behatolót).